# Модула
Модула - мова програмування, нащадок мови Паскаль. Розробив наприкінці 1970-их років у Швейцарії Ніклаус Вірт, автор мови Паскаль. Основним нововведенням Модули є модульна система, що використовується для об'єднання багатьох залежних оголошень у програмні одиниці ; звідси й назва "Модула".
Є алгоритмічною мовою програмування, призначеною для складання програм, які працюють у реальному часі.
У мові вживають:
- поняття модуля та процесу;
- засоби програмування низького рівня.

Програму формують із незалежних модулів, між якими є керований інтерфейс.
Експериментальну реалізацію Модули створено 1975 року, але розвиток мови було припинено після опублікування. Потім Вірт зосередив свої зусилля в роботі над наступником Модули - Модулою-2.